# Het Enzerinck
Het Enzerinck (vroeger ook gespeld als "Het Enzerink" en "Enserink") is een buitenplaats in Vorden.

## Geschiedenis
De oudste vermelding van Het Enzerinck dateert uit de veertiende eeuw. Er was toen een herenboerderij (een boerderij met een kamer voor de landheer). Rond 1770 was Rudolph Jan Staring, burgemeester van Zutphen, eigenaar van de boerderij. Hij liet tegen de boerderij aan een buitenverblijf bouwen. Ook zijn dochter, Anna Aleida Staring (1768-1810), maakte veelvuldig gebruik van het huis. Zij was gehuwd met Everhard Alexander Verhuell (1759-1829). Hun oudste zoon, Maurits zou later in jeugdherinneringen terugkijken op de tijd dat hij op Het Enzerinck doorbracht.
De huidige buitenplaats werd gebouwd in de jaren 1835-1836 voor de latere Vordense burgemeester en Tweede Kamer-lid jhr. C.A.E.A. van Panhuys (1811-1895), lid van de familie Van Panhuys en zijn vrouw Charlotte Everdina Winanda Staring (1810-1887), dochter van de dichter Anthony Christiaan Winand Staring (1767-1840) en bewoner van het Vordense kasteel De Wildenborch; al hun kinderen werden op Het Enzerinck geboren. In 1766 was het huis door vererving gekomen aan mr. Rudolph J. Staring, oudoom van de dichter. In 1859 verhuisde het echtpaar naar Den Haag en liet het huis veilen.
In latere jaren diende het huis als hotel. Begin 20e eeuw werd het huis gekocht door het echtpaar jhr. mr. Frank Karel van Lennep (1865-1928), lid van de familie Van Lennep, die op het huis overleed, en zijn vrouw Henriette Constance Adéle Labouchere (1860-1935). Daarna bewoonde het echtpaar van ambassadeur jhr. Willem Frederik van Lennep (1894-1950) en Cecile Marie Roosmale Nepveu (1899-1989), lid van de familie Nepveu het huis, welke laatste ook op het koetshuis overleed. Daarna was het decennialang een verzorgingshuis, in de tijd dat de familie Van Lennep voornamelijk buiten Nederland vertoefde. Een dochter van het echtpaar Van Lennep-Roosmale Nepveu, jkvr. Henriëtte Constante van Lennep (1922), echtgenote van de Britse assuradeur Philip Henry Seymour Barnes (1927-1972), bewoonde ook het huis.
Begin 21e eeuw werd het landgoed door Natuurmonumenten hersteld en werd er een rozeneiland aangelegd; bij gelegenheid van het gereedkomen daarvan werd op 14 december 2012 een feestelijke bijeenkomst voor omwonenden georganiseerd.